# Parti populiste (États-Unis, 1891-1908)
Pour les articles homonymes, voir Parti populiste.
Le Parti populiste (Populist Party) a un temps été le troisième parti politique des États-Unis, représenté par le vert dans les couleurs attribuées aux partis politiques américains. Fondé en 1890 par les milieux paysans américains, il eut son heure de gloire en 1892 quand son candidat aux présidentielles James B. Weaver gagna plusieurs États, dont l'Idaho, le Colorado, le Kansas et le Nevada ainsi qu'une part de l'Oregon et du Dakota du Nord. Il cessa toute activité en 1908.

## Racines du mouvement
Le populisme est la continuation d'un long mouvement de contestation de la politique bancaire et par extension fédérale, né au lendemain du krach boursier de 1873. Car en même temps que la dépression qui en résulte provoque des drames parfois personnels un peu partout dans les pays industrialisés, les agriculteurs arrivés en masse dans l'ouest des États-Unis à partir de la fin de la Guerre de Sécession sont confrontés en plus à deux problèmes particuliers : d'une part les compagnies de chemins de fer se sont entendues pour s'octroyer des monopoles qui leur permettent d'abuser de cette situation, d'autre part l'afflux de leurs semblables entraîne une surproduction agricole, qui à son tour fait chuter le prix des produits agricoles. Une première traduction politique se concrétise par l’Alliance des fermiers, créée en 1877 comme société d’assurance mutuelle. Ils s'insurgent principalement contre leur dépendance locale aux grandes compagnies de chemins de fer, qui abusent à outrance de leur position de monopole. L’Alliance obtient quelques régulations des chemins de fer, mais échoue à développer des coopératives de crédit. Les agriculteurs cherchent alors à compenser en s'endettant auprès de banques. Devant l'âpreté aux gains de ces dernières, les agriculteurs, bientôt rejoints par les mineurs improvisés dans les États montagneux, qui se heurtent aux mêmes problèmes dans leur secteur d'activité, lancent le mouvement Greenback.

## L'épreuve électorale
Son nom fait référence à la couleur verte du dos du billet de dollars. Ses partisans, à la fois acteurs et victimes de la colonisation anarchique de l'Ouest, réclament une augmentation de la masse monétaire, en misant sur l'inflation pour se libérer de leurs dettes. Un candidat obtient quelque 300 000 voix au nom de ce parti à l'élection présidentielle de 1880, James B. Weaver, mais essentiellement dans les comtés ruraux et agricoles de l'Ouest, sans peser sur le cours politique national. L'augmentation du rythme des installations de nouveaux agriculteurs dans les années 1880 aggrave le mal. En 1890, une augmentation des tarifs douaniers, chère aux puissances industrielles et commerciales, adossées aux grandes banques du Nord-Est, les mènent à un niveau jamais atteint jusque-là (tarifs McKinley). Se forme alors un nouveau parti, le Parti populiste, à Ocala, en Floride. Celui-ci est le seul à s'attaquer frontalement aux maux du moment et à proposer un remède concret et radical : contre ce qui paraît découler des abus de groupes industriels hors de contrôle et s'entendant secrètement avec les compagnies de transport (à l'image de la Standard Oil) et avec les banques, il demande l'appropriation publique des chemins de fer et des télégraphes, l'abandon de l'étalon-or et la frappe libre de l'argent afin de susciter l'inflation, plus l'impôt progressif sur le revenu, des caisses d'épargne postales, et dans le domaine politique l'initiative populaire accompagnée du référendum. Aux élections intermédiaires de novembre 1890, le parti républicain est largement battu et réduit à 88 sièges à la Chambre des représentants. Les populistes progressent et les démocrates, traditionnellement très opposés au protectionnisme, y font un bond.

## L'apogée
Le ressentiment des classes laborieuses de l'Ouest envers des compagnies de chemins de fer et des banques dont la plupart ont leur siège dans l'Est, est en train de se muer en rancœur envers le pouvoir économique du Nord-Est, incarné par le pouvoir politique installé à Washington, jugé indifférent à leur cause. Cette rancœur trouve écho dans la critique ancienne, par le Parti démocrate, du protectionnisme atavique des industriels du même Nord-Est. L'entente entre populistes et démocrates semble possible. Mais les populistes veulent tenter leur chance à la présidentielle de 1892. À cette élection, leur candidat Weaver, déjà en lice en 1880, obtient la majorité dans plusieurs États de l'Ouest et la majorité des voix dans un nombre encore plus grand de comtés. Mais il ne totalise que 22 grands électeurs. Les populistes réalisent alors que la radicalité de leur programme effraye l'Est même ouvrier et populaire. Cette région supporte en effet les abus du big business sans connaître les inconvénients du marché que subissent les aventuriers de l'Ouest. Cependant, si les populistes ne débordent pas de l'Ouest, ils y sont les plus forts. Aussi les démocrates décident-ils pour 1896 d'adopter en partie leur programme et surtout leur préconisation phare, la frappe libre de l'argent. Sans perspective de faire mieux, le Parti populiste s'efface et se rallie à la candidature Bryan, fervent presbytérien qui électrise les foules en associant la défense de la cause monétaire des fermiers de l'Ouest à la cause de Dieu. En novembre, le candidat démocrate peut ainsi additionner au fief habituel du Vieux Sud les voix populistes de l'Ouest, dans lequel il atteint des pourcentages que n'atteindra jamais plus le Parti démocrate dans cette vaste zone. Pourtant, il n'est pas élu parce que ce qui ravit l'Ouest fait peur au Nord-Est, États des Grands Lacs et même Iowa compris, dont l'agriculture est plus ancienne et écoule facilement sa production vers les entrepôts et le port de Chicago. Les populistes, et par-delà l'Ouest pionnier, viennent de perdre leur dernière chance de conquérir le pouvoir à Washington pour un siècle.

## Après l'apogée
Le parti va continuer à vivre mais sera doublé puis dépassé par la vague progressiste, beaucoup plus forte parce que concernant davantage d'Américains. Toutefois, une partie de ses idées se retrouvera au Parti socialiste d'Amérique, dans le programme du New Deal des années 1930 et 1940. Selon certains éditorialistes, on en trouve encore la trace dans les campagnes présidentielles de 2016 et 2020 de Bernie Sanders.

## Résultats électoraux
| Année | Candidat        | Vote populaire | Vote populaire | Grands électeurs |
| Année | Candidat        | Voix           | %              | Grands électeurs |
| ----- | --------------- | -------------- | -------------- | ---------------- |
| 1892  | James B. Weaver | 1 041 028      | 8,5            | 22               |

| Année | Chambre des représentants | Chambre des représentants | Chambre des représentants | Sénat | Sénat | Sénat  |
| Année | %                         | Voix                      | Sièges                    | %     | Voix  | Sièges |
| ----- | ------------------------- | ------------------------- | ------------------------- | ----- | ----- | ------ |
| 1890  |                           |                           | 8 / 332                   |       |       | 1 / 85 |
| 1892  |                           |                           | 11 / 356                  |       |       | 3 / 88 |
| 1894  |                           |                           | 11 / 357                  |       |       | 4 / 88 |
| 1896  |                           |                           | 22 / 357                  |       |       | 5 / 90 |
| 1898  |                           |                           | 6 / 357                   |       |       | 4 / 90 |
| 1900  |                           |                           | 5 / 357                   |       |       | 4 / 90 |